# Madison Place
Madison Place je jednobloková ulice nacházející se v severozápadním Washingtonu, D.C., naproti Bílému domu. Tvoří východní hranici Lafayette Square mezi Pennsylvania Avenue a H Street NW. Mezi budovy na Madison Place patří Howard T. Markey National Courts Building, Benjamin Ogle Tayloe House, Cutts-Madison House a Freedman's Bank Building. Tato ulice je součástí Lafayette Square Historic District.